# Lengyelország Újjászületése érdemrend
A Lengyelország Újjászületése érdemrend (lengyel: Order Odrodzenia Polski) Lengyelország legmagasabb kitüntetéseinek egyike, amelyet oktatásban, tudományban, sportban, kultúrában, művészetben, közgazdaságban, a nemzet védelmében, szociális munkában, civil szolgálatban vagy országok közötti kapcsolatok elősegítésében elért kiemelkedő teljesítményért adományoznak. A rendet 1921. február 4-én alapították. Mind civil, mind katonai, illetve lengyel és külföldi személyek egyaránt kaphatják. 

## Fokozatai
| 1. Nagykereszt (Krzyż Wielki)                                   | Ribbon |
| 2. Parancsnoki kereszt csillaggal (Krzyż Komandorski z Gwiazdą) | Ribbon |
| 3. Parancsnoki kereszt (Krzyż Komandorski)                      | Ribbon |
| 4. Tisztikereszt (Krzyż Oficerski)                              | Ribbon |
| 5. Lovagkereszt (Krzyż Kawalerski)                              | Ribbon |